# Nephodia punctidisca
Nephodia punctidisca är en fjärilsart som beskrevs av Paul Dognin 1914. Nephodia punctidisca ingår i släktet Nephodia och familjen mätare. Inga underarter finns listade i Catalogue of Life.